# Ophidiaster helicostichus
Ophidiaster helicostichus är en sjöstjärneart som beskrevs av Percy Sladen 1889. Ophidiaster helicostichus ingår i släktet Ophidiaster och familjen Ophidiasteridae. Inga underarter finns listade i Catalogue of Life.